# A majmok bolygója 2.
A majmok bolygója 2. (eredeti cím: Beneath the Planet of the Apes) a Majmok bolygója-kvintológia második része, mely a nagy sikerű 1968-as első rész közvetlen folytatása. A főszerepben James Franciscus látható Kim Hunterrel, de emellett epizódszerepben felbukkan az előző rész Taylorja, Charlton Heston is.
Ebben az epizódban egy másik űrhajós, Brent, akit Taylorék után küldtek, szintén a jövőben ér földet. Taylor keresése közben mutáns emberek egy csoportjára lel, akik nemcsak a majomtársadalom, hanem az egész bolygó jövőjét fenyegetik.

## Cselekmény
A film ugyanott kezdődik, ahol az előző rész abbamaradt: a megkötözött Dr. Zaius és Taylor párbeszéde közben Cornelius felolvas a Szent Tekercsekből:
Őrizkedj az embertől, mert ő az ördög eszköze. Isten teremtményei közül ő öl sportból, pénzért, hírért. Igen, megöli a testvérét, hogy megszerezhesse annak vagyonát. Ne hagyjátok elszaporodni, mert elpusztítja saját otthonát, de a tiéteket is. Űzzétek el, mert ő a halál hírnöke.
Ezután Taylor rábukkan a Szabadság-szobor maradványaira, majd kétségbeesésében Novával belovagol egyenesen a Tiltott Zónába, ahol nyoma vész. Ugyanebben az időben egy másik űrhajó csapódik be, fedélzetén Brent űrhajóssal és társával, aki nem sokkal később meghal. Mentőcsapatként küldték őket Taylorék után, s úgy hiszik, megtalálták őket. Brent abban a hitben van, hogy 3955-öt írunk (az első film alapján azonban 3978-ban kellene lenniük). Összetalálkozik a lovagló Novával, akinél ott van Taylor dögcédulája. Abban a hitben, hogy az űrhajós még él, ő is nyeregbe pattan, és egyenest a majomváros felé veszi az irányt.
Itt döbben rá, hogy ebben a világban a majmok az urak. Egy gyűlésen Ursus tábornok épp arra akarja rávenni a polgárságot, hogy szavazzák meg az emberek totális kiirtását. Ezzel csak a gorillák értenek egyet. Nova elviszi Brentet Corneliusékhoz, akik segítséget adnak neki Taylor felkereséséhez. Közben váratlanul betoppan Dr. Zaius, aki elmondja, hogy mégis csatlakozik a Tiltott Zóna elleni invázióhoz. Brent megkísérel eltűnni, de nem jár sikerrel, s visszaviszik a városba. Innen aztán Zira segítségével szabadul ki. Novával együtt menekülnek a majmok elől, s egy barlangba húzódnak. Ennek a mélyén Brent elkeseredve veszi tudomásul, hogy ez a valaha volt new york-i Queensboro Plaza metróállomás, mely viszonylag épségben megmaradt az atomháború után. Miután furcsa zajokat hall, beljebb merészkedik a barlangban. Itt a föld alá süllyedt Szent Patrik-katedrálisban különös, telepátiával kommunikáló emberrel találkozik, aki megkéri, hogy kövesse őt.
A közösség vezetői telepatikus úton kivallatják Brentet, de ő nem tud semmit mondani. Mikor Novát próbálják megkínozni, elmondja, hogy a majmok már úton vannak feléjük, hogy elpusztítsák őket. Mivel a mutánsok egyedüli fegyvere az illúziókeltés, hamis tüzek és keresztre feszített gorillák képével riogatják a hadsereget, de ők hamar rájönnek a trükkre. Emiatt azonnal misét celebrálnak, ahol döbbenetes módon egy hatalmas interkontinentális rakétának imádkoznak, s eközben felfedik valódi énjüket: leveszik arcukról az álarcot, s feltárják a nukleáris sugárzás okozta torz ábrázatukat.
Ezután elkülönítve börtönbe zárják őket. Brent itt találkozik Taylorral. Elmondja neki, mit látott. Taylor szerint a rakéta nem más, mint a Végítélet Bombája, amelyet ha kilőnek, megsemmisül minden élet a Földön. Márpedig nagyon úgy néz ki, hogy ezt akarják bevetni a majmok ellen. Ezután telepátiával arra kényszerítik Taylort és Brentet, hogy öljék meg egymást. Nova a csatazajt meghallva a segítségükre akar sietni, s életében először megszólal. Ez összezavarja a mutánst, akivel így könnyűszerrel végeznek. Közben a majmok is betörnek, s egyikük végez Novával. Sikerrel veszik az akadályokat, s megakadályozzák a rakéta kilövését. Köteleket kötnek rá, s megpróbálják ledönteni. Taylor és Brent igyekeznek megállítani őket, ám Taylort halálosan megsebesíti egy majom. Brent megkísérel a segítségére sietni, de szitává lövik. Taylor utolsó szavaival közli, hogy "itt a világvége", és Zaius segítségét kéri, hogy megakadályozza. Miután ő ezt visszautasítja, utoljára még ennyit mond: "Rohadt vadállatok…", majd végső erejével kilövi a bombát.
A film a következőkkel zárul: „Az univerzum megszámlálhatatlanul sok galaxisának egyikében van egy közepes nagyságú csillag. E csillagnak az egyik bolygója, egy zöld színű, azonosíthatatlan planéta immár halott.”

## Kapcsolódási pontok
- A Corneliust alakító Roddy McDowall egy film rendezése miatt nem tudott részt venni a forgatáson, ezért őt David Watson helyettesítette. Mégis, mivel a film az első részből kivágott jelenetekkel kezdődik, technikailag McDowall az egyetlen, aki mind az öt filmben szerepet kapott.
- Charlton Heston eredetileg nem akarta vállalni a folytatást, ezért csak egy rövid felbukkanást szerettek volna, s rögtön a film elején meg is halt volna. Ám végül itt csak eltűnt, és a film végén ölték meg.
- Heston ötlete volt az is, hogy Taylor robbantsa fel a bombát. Állítólag ettől azt remélte, hogy nem lesz több folytatás, ennek ellenére még három film készült.
- Az időutazást lehetővé tevő Hasslein-kanyarra másodszor történik utalás. A harmadik részben végül felbukkan a teória kidolgozója, Dr. Otto Hasslein.
- Míg Taylorék órája 3978-at mutatott a becsapódáskor, addig Brentéké 3955-öt. Valamelyiküknek tehát rossz időt kellett hogy mutasson a műszer.